# CD-Text
CD-Text és una extensió de les especificacions del disc compacte d'àudio recollides en el Llibre vermell. Permet l'emmagatzematge d'informació addicional (per exemple: nom de l'àlbum, títol de la cançó i artista) sobre un CD d'àudio estàndard.
L'especificació per a CD-Text es va incloure a l'estàndard Multi-Media Commands Set 3 R01 (MMC-3), publicat el setembre de 1996 i recolzat per Sony . També es va afegir a les noves revisions del Llibre Vermell. El text real s'emmagatzema en un format compatible amb el Sistema de Transmissió de Text Interactiu (ITTS), definit a la IEC Estàndard 61866. L'estàndard ITTS també s'aplica en el format MiniDisc, així com en la tecnologia de radiodifusió d'àudio digital i el casset compacte digital .
La informació s'emmagatzema en la pista d'entrada del CD, on hi ha aproximadament cinc kilobytes d'espai disponible, o en els subcanals R a W en el disc, que poden emmagatzemar al voltant de 31 megaoctets. Aquestes àrees no s'usen pels CD concordes al Llibre Vermell. El text s'emmagatzema en un format utilitzable pel Sistema Interactiu de Transmissió de Text (ITTS en les seves sigles en anglès). El ITTS també s'utilitza en la difusió d'àudio digital (DAB) o el MiniDisc. Les especificacions es van publicar el setembre de 1996, sota l'empara de Sony. El suport de CD-Text és comú, però no universal.
Com que els canals R a W no s'utilitzen a l'especificació del Llibre Vermell dels CD d'àudio, no tots els reproductors de CD els llegeixen, cosa que impedeix que alguns dispositius llegeixin informació de text de CD.
Existeixen utilitats per a extreure la informació continguda en el CD-TEXT i inserir-lo en CDDB o FreeDB.